# Medúlla
Medúlla es el quinto álbum de estudio lanzado el 30 de agosto de 2004 (31 de agosto para los Estados Unidos) por la cantante, compositora y música islandesa Björk y salió al mercado a través de la discográfica One Little Indian. El título Medúlla, término del latín para (esencia, substancia, lo principal de alguna cosa, lo más íntimo y profundo de algo) se refiere a un trabajo de mayor introspección. El álbum consta de 14 canciones casi totalmente a capella y con una ausencia casi total de instrumentos musicales e incluye ritmos vocales, arreglos corales y canto gutural. Sólo una cantidad limitada de discos salieron al mercado con un trabajo de arte adicional que incluye un póster de 16 paneles. El booklet de la versión estándar incluye las 14 líricas con letras en color negro prácticamente invisibles.
La canción “Oceania” fue presentada por Björk en la ceremonia de apertura de los Juegos Olímpicos de Atenas 2004 junto al vídeo correspondiente dirigido por Lynn Fox. Está incluido en el libro 1001 discos que hay escuchar antes de morir como parte de la recopilación de varios críticos internacionales. También están Debut y Vespertine.

## Desarrollo
Björk luchó para crear un título para el álbum, originalmente llamado «Ink», queriendo representar a los «5000 años sanguíneos de edad, que está dentro de todos nosotros. Un espíritu antiguo que es apasionante y oscuro, un espíritu que sobrevive». Un amigo sugirió entonces «Medúlla», un término médico para la médula en latín.
Medúlla es considerado el álbum más político de Björk, en la lucha contra el racismo y el patriotismo estadounidense después de los ataques terroristas de 11 de septiembre de 2001. Estos mensajes son muy escuchado en todo el álbum, sobre todo en la canción «Mouth's Cradle». Björk también declaró que estando embarazada de su hija, Isadora, influyó en su álbum, en especial la canción «Submarine». Björk se describe «Submarine» como una canción significativa para llamar su atención para despertar y trabajar, porque consideró que tal vez ella está un poco floja después de tener a su hija.
El álbum se compone casi enteramente de voces humanas y arreglos a capella, y sólo unos pocos instrumentos musicales se ofrecen: un sintetizador de bajo en «Who Is It», un piano en «Ancestors», un gong de «Pleasure Is All Mine» y un sintetizador en «Mouth's Cradle». Sin embargo, las voces, a veces son procesadas o sampleadas: por ejemplo, la neblina atmosférica que domina «Desired Constellation», fue creado a partir de una muestra de Björk cantando la frase "No estoy segura de qué hacer con esto" de «Hidden Place» de su álbum anterior Vespertine. El álbum cuenta con beatboxing, arreglos corales y canto de garganta, así como apariciones especiales de artistas como Mike Patton, Robert Wyatt, Tagaq, Rahzel (antes de The Roots), Shlomo y Dokaka.
Todas las canciones fueron escritas por Björk, con excepción de la letra de «Sonetos / Unrealities XI», que se basó en un poema de E. E. Cummings, y la canción «Vökuró», originalmente por Jórunn Viðar.

## Respuesta crítica
Las reseñas para el álbum fueron muy positivas. The Guardian dio 5 estrellas sobre 5 y anunció que es tan «valiente y único». Pitchfork Media, a pesar de no apreciar la amplia gama de colaboradores llegó a la conclusión: «Médulla es un registro interesante ... (Björk) ha encontrado una manera de bañar a sus inmediatas melodías distintivas y matices vocales en las soluciones que me hacen volver a evaluar su voz y su arte». La revista Rolling Stone dijo que «Médulla es la grabación más extrema de Björk que ha lanzado y el más accesible de inmediato». En revisiones más equilibradas Andy Battaglia de A.V. Músic, dijo que «una vez que las percepciones y expectativas se asientan... el álbum resulta llamativamente esclava de su propia lengua retorcida», mientras que Allmusic cree que «Médulla no es un disco inmediato, pero es fascinante, especialmente para cualquier persona interesada en instrumento más antiguo del mundo está siendo utilizado de forma inesperada.»
Björk recibió dos nominaciones a los premios Grammy por Medúlla, incluyendo el de Mejor Interpretación Vocal Pop Femenina por «Oceanía», y Mejor Álbum de Música Alternativa. El álbum tiene una calificación de 84/100 en Metacritic. Este álbum también se ofrece en el libro 1001 discos que debes oír antes de morir.
El álbum alcanzó la posición número nueve en las listas británicas y el número 14 en el Billboard 200 de Estados Unidos, su posición más alta en el momento. También alcanzó el número uno en Estonia, Francia, Islandia y Bélgica (Valonia).

## Lista de canciones
Todas las canciones escritas y compuestas por Björk, salvo indicadas. 
| Medúlla |                                                                    |                                       |          |  |
| N.º     | Título                                                             | Escritor(es)                          | Duración |  |
| 1.      | «Pleasure Is All Mine»                                             |                                       | 3:26     |  |
| 2.      | «Show Me Forgiveness»                                              |                                       | 1:23     |  |
| 3.      | «Where Is The Line»                                                |                                       | 4:41     |  |
| 4.      | «Vökuró»                                                           | Jórunn Viðar, Jakobína Sigurðardóttir | 3:14     |  |
| 5.      | «Öll Birtan»                                                       |                                       | 1:52     |  |
| 6.      | «Who Is It (Carry My Joy On The Left, Carry My Pain On The Right)» |                                       | 3:57     |  |
| 7.      | «Submarine»                                                        |                                       | 3:13     |  |
| 8.      | «Desired Constellation»                                            | Björk, Olivier Alary                  | 4:55     |  |
| 9.      | «Oceania»                                                          | Björk, Sjón                           | 3:24     |  |
| 10.     | «Sonnets/Unrealities XI»                                           | Björk, E. E. Cummings                 | 1:59     |  |
| 11.     | «Ancestors»                                                        | Björk, Tagaq                          | 4:08     |  |
| 12.     | «Mouth's Cradle»                                                   |                                       | 4:00     |  |
| 13.     | «Miðvikudags»                                                      |                                       | 1:24     |  |
| 14.     | «Triumph Of A Heart»                                               |                                       | 4:04     |  |
| 45:40   |                                                                    |                                       |          |  |

| Edición japonesa/bonus track en iTunes |         |              |          |  |
| N.º                                    | Título  | Escritor(es) | Duración |  |
| 15.                                    | «Komið» |              | 2:02     |  |

## Listas y posicionamiento
| Año  | Detalles del álbum                                                                                                | Posición más alta | Posición más alta | Posición más alta | Posición más alta | Posición más alta | Posición más alta | Posición más alta | Posición más alta | Posición más alta | Posición más alta | Certificación (Ventas) |
| Año  | Detalles del álbum                                                                                                | UK                | US                | AUS               | FRA               | CAN               | JPN               | SWE               | NOR               | GER               | ESP               | Certificación (Ventas) |
| ---- | --- | ----------------- | ----------------- | ----------------- | ----------------- | ----------------- | ----------------- | ----------------- | ----------------- | ----------------- | ----------------- | ---------------------- |
| 2004 | Medúlla - Sexto álbum de estudio - Lanzamiento: 30 de agosto de 2004 - Sello: One Little Indian, Atlantic Records | 9                 | 14                | 17                | 1                 | 6                 | 10                | 7                 | 3                 | 5                 | 1                 | - UK: Plata            |

## Personal y créditos

### Músicos
- Ritmos: Rahzel, Dokaka y Shlomo.
- Vocalistas: Björk, Tanya Tagaq Gillis (Tagaq), Robert Wyatt, Mike Patton, Gregory Purnhagen, The Icelandic Choir (Soprano: Elfa Ingvadóttir, Hera Björk Þórhallsdóttir, Inga Harðardóttir y Kristín Erna Blöndal. Alt: Anna Hinriksdóttir, Aðalheiður Þorsteinsdóttir, Arngerður María Árnadóttir, Guðrún Finnbjarnardóttir, Guðrún Edda Gunnarsdóttir y Jónína Guðrún Kristinndóttir. Tenor: Björn Thorarensen, Þorbjörn Sigurðsson, Guðmundur Vignir Karlsson y Gísli Magna. Bassi: Benedikt Ingólfsson, Hafstein Þórólfsson, Hjálmar Pétursson, Þorvaldur Þorvaldsson y Örn Arnarson) y el London Choir (Jenny O’Grady, Heather Chirncross, Ann de Renais, Helen Hampton, Jacqueline Barron, Micaela Haslam, Janet Mooney, Karen Woodhowe, Helen Pakker, Sarah Eyden, Tarsha Colt, Judith Sim, Emma Brain-Gabbot, Kim Chandler, Rachel Chapman, Samantha Shaw, Nicki Kennedy, Sarah Simmondi, Melanie Marshall y Yona Dunsford).
- Instrumentos: Nico Muhly, Peter Van Hooke, e Ilê Aiyê.

### Equipo de producción
- Composición: Björk, Sjón, Tagaq, Jórunn Viðar, y Oliver Alary.
- Programación: Björk, Mark Bell, Matmos, Valgeir Sigurðsson, Mike “Spike” Stent, Little Miss Specta, Jake Davies y Oliver Alary.
- Ingeniero de grabación: Valgeir Sigurðsson.
- Grabación adicional: Björk, Jake Davies, Neil Dorfsman.
- Arreglo coral: Björk.
- Copista: Karl Olgeirsson.
- Sesiones en Islandia: Nick en Dakota Music.
- Sesiones en Londres: sesión coral en Olympic Studios dirigidas por Nick Ingham.
- Organización de sesión: Jenny O’Grady.
- Formación del Icelandic Choir: Magga Stína.
- Dirección de arte y diseño: M/M (Paris).
- Fotografía: Inez van Lamsweerde y Vinoodh Matadin.
- Escultura de cabello: Hrafhildur Arnardóttir (Shoplifter).
- Colores en la piel: Andrea Helgadóttir.
- Asistente para la escultura de cabello: Brent Borreson.
- Flores islandesas en el cabello: Ásta at Harverk.

### Créditos por canción
1. Letra: Björk. Intérpretes: Björk, Tagaq, Mike Patton, con The Icelandic Choir. Ritmos: Rahzel. Línea de base: Björk. Programación: Valgeir Sigurðsson, Mark Bell y Björk. Gong: Peter Van Hooke. Producción: Björk.
2. Letra: Björk. Intérprete: Björk. Producción: Björk.
3. Letra: Björk. Intérpretes: Björk, Mike Patton, Gregory Purnhagen, con The Icelandic Choir. Ritmos: Rahzel. Programación: Valgeir Sigurðsson, Mark Bell, Little Miss Specta y Björk. Producción: Björk y Mark Bell. Mezcla: Mark “Spike” Tent.
4. Letra: Jacobina Sigurdardóttir. Composición: Jórunn Viðar. Intérpretes: Björk con The Icelandic Choir. Producción: Björk.
5. Letra: Björk. Intérprete y programación: Björk. Producción: Björk.
6. Letra: Björk. Intérpretes: Björk y Tagaq. Ritmos: Rahzel. Sintetizador de bajo: Björk. Programación: Valgeir Sigurðsson, Mark Bell, Björk y Matmos. Producción: Björk.
7. Letra: Björk. Intérpretes: Björk, y Robert Wyatt. Programación: Valgeir Sigurðsson. Producción: Björk y Mark Bell. Mezcla: Mark “Spike” Tent.
8. Letra: Björk y Oliver Alary. Intérpretes: Björk, con The Icelandic Choir. Programación: Oliver Alary. Producción: Björk.
9. Letra: Björk y Sjón. Intérpretes: Björk con el London Choir. Ritmos: Shlomo. Piano: Nico Muhly. Muestras vocales: Robert Wyatt. Programación: Björk, Mark Bell y Valgeir Sigurðsson. Producción: Björk y Mark Bell. Mezcla: Mark “Spike” Tent.
10. Letra: fragmento de Sonnets Unrealities XI, escrito por E. E. Cummings. Intérpretes: Björk con The Icelandic Choir. Producción: Björk.
11. Letra: Björk y Tagaq. Intérpretes: Björk y Tagaq. Piano y programación: Björk. Producción: Björk.
12. Letra: Björk. Intérpretes: Björk, Tagaq, con The Icelandic Choir. Ritmos: Rahzel. Sintetizador de bajo: Mark Bell. Programación: Björk, Valgeir Sigurðsson y Mark Bell. Producción: Björk.
13. Letra: Björk. Intérpretes: Björk. Programación: Björk y Jake Davies. Producción: Björk.
14. Letra: Björk. Intérpretes: Björk. Trombón humano: Gregory Purnhagen. Ritmos: Rahzel y Dokaka. Programación: Valgeir Sigurðsson, Mark Bell y Björk. Producción: Björk.